# Tour de Bonvouloir
La tour de Bonvouloir est l'un des derniers éléments encore en élévation de l'ancien château de Bonvouloir de la fin du XVe siècle, qui se dresse sur le territoire de l'ancienne commune française de Juvigny-sous-Andaine dans le département de l'Orne, en région Normandie.
Les vestiges de l'ancien château sont classés au titre des monuments historiques.

## Localisation
La tour de Bonvouloir est située, en limite de la forêt d'Andaine, à 1,6 kilomètre au nord-nord-est de l'église Notre-Dame-de-l'Assomption de Juvigny-sous-Andaine, au sein de la commune nouvelle de Juvigny Val d'Andaine, dans le département français de l'Orne.

## Historique
En 1485, le fief est créé par le duc d'Alençon, René en faveur de son conseiller et maître d'hôtel Guyon Essirard (Guyon Eschirat) qui quitte alors sa maison de La Palu à Sept-Forges et bâti Bonvouloir.
En 1515, il échoit à la famille Achard de Bonvouloir, qui compta plusieurs gouverneurs de la ville de Domfront.
Au XVIIe siècle, le château est transformé en corps de ferme. Le pigeonnier s'installe dans une ancienne tour du château au cours du XVIIIe siècle. La Révolution l'a en grande partie détruite. Pierre par pierre, le domaine est démoli, tantôt au profit de la grange, tantôt au bénéfice du pressoir, tantôt pour entretenir la ferme.[réf. nécessaire]

## Description
Du château de la fin du XVe siècle, il ne subsiste pour l'essentiel qu'une grosse tour d'angle fortifiée à mâchicoulis sur corbeaux peut-être plus ancienne et restaurée au moment de la construction du château, flanquée d'une très haute et mince tourelle cylindrique de guet, haute de 26,50 mètres,, coiffée d'une toiture en cloche est soutenue par une corniche à modillons. Elle abrite un escalier de pierre permettant d'accéder à son sommet, d'où l'on découvre les environs. La porte est surmontée d'une petite bretèche.
À ses côtés se trouvent les restes d'une autre tour, transformée en colombier, différents vestiges d'un rempart, le puits profond de 33 mètres ainsi qu'une ancienne chapelle reconvertie en maison d'habitation pendant un temps — d'où la présence d'une cheminée —, l'étang et le verger.

## Protection
Les vestiges de l'ancien château, notamment : l'assiette de l'ancien château et les parcelles limitrophes comprenant les fossés et les jardins ; la tour dite Le Phare ; le colombier ; le puits ; les façades et les toitures de l'ancienne chapelle, de la grange et des communs attenants ainsi que du bâtiment du XVIIIe siècle à l'angle nord-est des fossés sont classés par arrêté du 4 juillet 1995.
Les inscriptions par arrêtés des 26 juin 1980 et 26 octobre 1993 ont été annulées.

## Visite
La visite en est libre de l'extérieur toute l'année.